# 沃倫鎮區 (愛荷華州韋恩縣)
沃倫鎮區（英語：Warren Township）是位於美國愛荷華州韋恩縣的一個行政鎮區。

## 地方資料
根據2010年美國人口普查的數據，沃倫鎮區的面積為93.55平方千米，當中陸地面積為92.93平方千米，而水域面積為0.62平方千米。當地共有人口655人，而人口密度為每平方千米7人。